# دزك (أيسين)
دزك (بالفارسية: دزک) هي قرية تقع في إيران في قسم أيسين الريفي. يقدر عدد سكانها بـ 140 نسمة بحسب إحصاء 2016.